# Konstruktivistische Didaktik
Die Konstruktivistische Didaktik versteht das Lernen als Prozess der Selbstorganisation des Wissens, das sich auf der Basis der Wirklichkeits- und Sinnkonstruktion jedes einzelnen lernenden Individuums vollzieht und damit relativ, individuell und unvorhersagbar ist. Bei der konstruktivistischen Didaktik ist zu beachten, dass es unterschiedliche Richtungen gibt. Neben radikal-konstruktivistischen Denkweisen gibt es auch den soziokulturellen Konstruktivismus, wie er insbesondere von Kersten Reich vertreten wird. Die folgende Darstellung folgt vor allem dieser Richtung.
Eine Lehrkraft sollte möglichst reichhaltige, multimodale und kommunikationsorientierte Umgebungen schaffen, die die subjektiven Erfahrungsbereiche ansprechen und gleichzeitig neue „Rätsel“ enthalten, die pragmatisch, interaktiv und kreativ zur Selbstorientierung einladen. Beispielsweise: Fachübergreifender Unterricht verstärkt die Zusammenarbeit der Schüler untereinander. Die Kunst des Lehrens besteht darin, zwischen der ursprünglichen Wirklichkeitskonstruktion des Lernenden (seiner aus Deutungsmustern bestehenden Lebenswelt) und derjenigen, die wissenschaftlich und gesellschaftlich gerade als konsensfähig gilt, eine Kette von optimalen Diskrepanzen oder Dissonanzen vorzusehen, die die Lernenden als Erwartungswiderspruch (Perturbation = Verstörung) erleben und über Versuch und Irrtum produktiv überwinden wollen (re/de/konstruieren, vgl. Konstruktivismus (Lernpsychologie)).
Unterrichtsmethoden im Sinne der konstruktivistischen Didaktik werden ausführlich in Kersten Reichs Methodensammlung dargestellt.

## Thesen für eine konstruktivistische Didaktik
- Didaktik ist nicht mehr Theorie der Abbildung, Erinnerung und richtiger Rekonstruktion des Wissens und Wahrheit, sondern konstruktiver Ort möglichst eigener Weltfindung
- Didaktik weist auf offene Verfahren inhaltlicher und beziehungsmäßiger Vermittlungsperspektiven hin
- Lernen ist unverfügbar, es kann von außen nur angeregt werden.

## Zehn Grundannahmen
Zehn Grundannahmen der modernen Wissenspsychologie (vgl. u. a. Meixner/Müller)
1. Wissenserwerb erfolgt konstruktiv in Abhängigkeit von Vorwissen, Wahrnehmung, Handlungskontext und Affektlage.
2. Wissenserwerb verläuft individuell unvorhersehbar entlang eines unabgeschlossenen Kontinuums von Stadien des Interimswissens.
3. Wissenserwerb kann nicht determiniert, sondern nur gelenkt werden, da Wissen selbstorganisierend und emergent ist.
4. Wissen ist im Idealfall miteinander vernetzt und daher produktiv, flexibel und fachübergreifend transferfähig.
5. Wissen ist seinem Wesen nach sinn- und bedeutungsstiftend, also sprachlich fundiert und als Deutungswissen rekonstruierbar.
6. Wissen ist dynamisch und befindet sich progressiv wie regressiv in ständigem Umbau, der auch träges und fossiliertes Wissen erzeugt.
7. Wissen ist sozial ausgehandelt und situiert.
8. Wissen erwächst aus Problemlösesituationen und führt zu routinierten Lösungsstrategien wie zu einer allgemeinen, kreativen Problemlösekompetenz in jenen Domänen, für die der Lerner zu einem Experten wird, der funktional handeln kann.
9. Wissen hat eine anthropologische Dimension, die sich etwa in einer Ethik, Wahrnehmungsfähigkeit und Gedächtnisbildung niederschlägt, die nicht mit der „Computermetapher“ der Kognition oder des programmierten Lernens in Einklang steht.
10. Wissensvermittler verstehen sich daher als Gestalter effektiver Lernumgebungen und versuchen, die Lerner in bestimmte Domänen der Expertenkultur einzuführen.

## Konstruktivistische Aspekte am Beispiel Lernen durch Lehren
Lernen durch Lehren (LdL) hat sich in allen Schultypen und allen Fächern bewährt, vor allem aber im Fremdsprachenunterricht. Eine Vertiefung und Intensivierung des Lernprozesses wird durch die Übernahme von Lehrfunktionen durch Schüler angestrebt. Merkmale der konstruktivistischen Didaktik, die für LdL zutreffen, sind folgende Aspekte:
- Der Aufbau von Wissen erfolgt bei LdL sozial ausgehandelt und situiert.
- Die Wissenskonstruktion erwächst aus Problemlösesituationen und führt zu routinierten Lösungsstrategien wie zu einer allgemeinen, kreativen Problemlösekompetenz in jenen Domänen, für die der Lerner zu einem Experten wird.
- Bei LdL versteht sich der Lehrer als Gestalter effektiver Lernumgebungen und versucht die Lerner in bestimmte Domänen der Expertenkultur einzuführen (siehe auch Lehrer-Schüler-Verhältnis).